# هانا واگ
هانا واگ (آلمانی: Hanna Waag؛ ۲۴ مه ۱۹۰۴ – ۱۳ اوت ۱۹۹۵) هنرپیشه اهل آلمان بود.
از فیلم‌ها یا برنامه‌های تلویزیونی که وی در آن نقش داشته‌است می‌توان به بادبزن خانم ویندیرمیر اشاره کرد.